# Výběrové zkreslení
Výběrové zkreslení (anglicky selection bias) je zkreslení či systematická chyba způsobena výběrem jednotlivců (pozorovatelů, respondentů), vzorků, skupin, oblastí, dob či dat. Statistický výběr může být proveden způsobem, při kterém není dosaženo potřebné randomizace, takže získaný vzorek nebude reprezentativní pro populaci, která má být analyzována.
Někdy se tomu říká selekční efekt. Nereprezentativní výsledky pak ovlivní celkové hodnocení. 
Výběrové zkreslení je časté například v ekonomii.